# Las Tunas (Entre Ríos)
Pour les articles homonymes, voir Las Tunas.
Las Tunas est une localité rurale argentine située dans le département de Paraná et dans la province d'Entre Ríos.

## Démographie
La population de la localité, c'est-à-dire à l'exclusion de la zone rurale, était de 59 habitants, et n'était pas considérée comme une localité en 1991. La population du territoire de compétence du conseil d'administration était de 508 habitants en 2001.